# Municipio de Homer (Pensilvania)
El municipio de Homer (en inglés: Homer Township) es un municipio ubicado en el condado de Potter en el estado estadounidense de Pensilvania. En el año 2000 tenía una población de 390 habitantes y una densidad poblacional de 4 personas por km².

## Geografía
El municipio de Homer se encuentra ubicado en las coordenadas 41°40′00″N 78°01′59″O / 41.66667, -78.03306.

## Demografía
Según la Oficina del Censo en 2000 los ingresos medios por hogar en la localidad eran de $50,179 y los ingresos medios por familia eran $54,063. Los hombres tenían unos ingresos medios de $36,875 frente a los $22,500 para las mujeres. La renta per cápita para la localidad era de $19,625. Alrededor del 1,7% de la población estaban por debajo del umbral de pobreza.